# ウラル-375D
ウラル-375（ロシア語: Урал-375、英語: Ural-375）は、1961年にソビエト連邦にあるウラル自動車工場で開発された4.5トン、6×6輪駆動の多目的トラックである。
1965年に製造が開始された改良型のウラル-375D（ロシア語: Урал-375Д、英語: Ural-375D）の生産台数が最も多く、ウラル-375を代表するものとなった。

## 概要
ウラル-375は、それまでソ連における標準的トラックとして使用されていたZIL-157の後継車として設計開発され、1976年にウラル-4320が登場するまで製造されていた。同時期に製造されたGAZ-66およびZIL-131と共にソビエト連邦軍において輸送・補給などの兵站を支える中心的役割を果たしたが、1982年までにウラル-4320への置き換えが完了した。総生産台数はおよそ11万両である。
ウラル-375は、軍用として兵員や物資の輸送に使用された以外に、多連装ロケット砲を搭載したBM-21 グラートの車台としても利用された。
下記の対戦車砲や中型の野砲・榴弾砲・大型迫撃砲・対空機関砲の牽引にも用いられた。
- 対戦車砲 - T-12 100mm対戦車砲
- 野砲 - D-44 85mm野砲（英語版）・BS-3 100mm野砲・D-74 122mmカノン砲・M-46 130mmカノン砲
- 榴弾砲 - D-30 122mm榴弾砲・D-20 152mm榴弾砲・D-1 152mm榴弾砲
- 迫撃砲 - M-160 160mm迫撃砲・M-240 240mm迫撃砲（英語版）
- 対空機関砲 - S-60 57mm対空機関砲

## 特徴
排気量7.0 L・V型8気筒OHVのZIL-375ガソリンエンジン、タイヤ空気圧集中調節機能（Central tire inflation system, CTIS）、5速マニュアルトランスミッション、デュアルクラッチ、パワーステアリングを装備している。常用ブレーキは空気油圧複合式のドラムブレーキである。
5速マニュアルトランスミッションに副変速機を組み合わせ、トランスファーを介して前後に駆動力を配分する。初期型のウラル-375のトランスファーは、
- 前輪駆動オフ（後ろ2軸のみを駆動）
- センターデフをロックして前輪駆動有効
- センターデフをロックせず機能させて前輪駆動有効

の3ポジションの切り替え式、1965年のウラル-375Dからは常時6輪が駆動される構造となった。
また、初期型は、オープントップの操縦席に幌を装着できる構造で、平面のフロントウインドシールドはボンネット側に倒すこともできた。1965年のウラル-375Dより金属製の密閉キャビンに変更された。また、一部の車両はウインチを装備していた。
ウラル-375の主な欠点は、ガソリンエンジン故に燃費が劣悪であったことである。車両総重量の大きな車両にもかかわらず、大排気量化に適し経済性が高く、第二次世界大戦後のトレンドとなったディーゼルエンジンに移行させず、時代遅れのガソリンエンジンのまま使い続けた理由は、寒冷時の始動性におけるガソリンエンジンの優位と、ディーゼル燃料である軽油がガソリンに比べ寒冷地で凍結しやすいといった制約により、ソ連の寒冷な環境を考慮した結果であったが、燃費の悪さによる経済性の問題は深刻で、後継のウラル-4320では燃費に優れたディーゼルエンジンが採用された。

## バリエーション
ウラル-375
幌がついたオープントップキャブ（操縦席）を備えた最も初期の、通常のオープンな荷台を持ったカーゴトラック型。1961年-1964年に製造。
ウラル-375D
密閉型の金属製キャブを装備し、常時6輪駆動に変更されるなどの改良がなされた標準的なカーゴトラックタイプで、最多生産型。1964年から製造。
ウラル-375A
ノーマルのシャーシを少し短縮し、KUNG（ロシア語: КУНГ）と呼ばれる、金属製の四角い密閉シェルターを積んだパネルトラック型。移動指揮車両・無線通信車・工兵/修理車両などとして使用された。
ウラル-375E
車台部分のみの形式番号で、さまざまなボディを装備するために使用された。
ウラル-375S
セミトレーラーを牽引するためのトラクタートラック。全長が短縮されている。
ウラル-375K
極東ロシア向けの寒冷地仕様。
ウラル-377
民間向けカーゴトラック型。駆動輪が後ろ4輪だけの6×4となる、タイヤ空気圧集中調節機能（CTIS）が省略されるなどの変更がなされた。
ウラル-377S
民間向けのトラクタートラック型。駆動輪が後ろ4輪だけの6×4となっている。

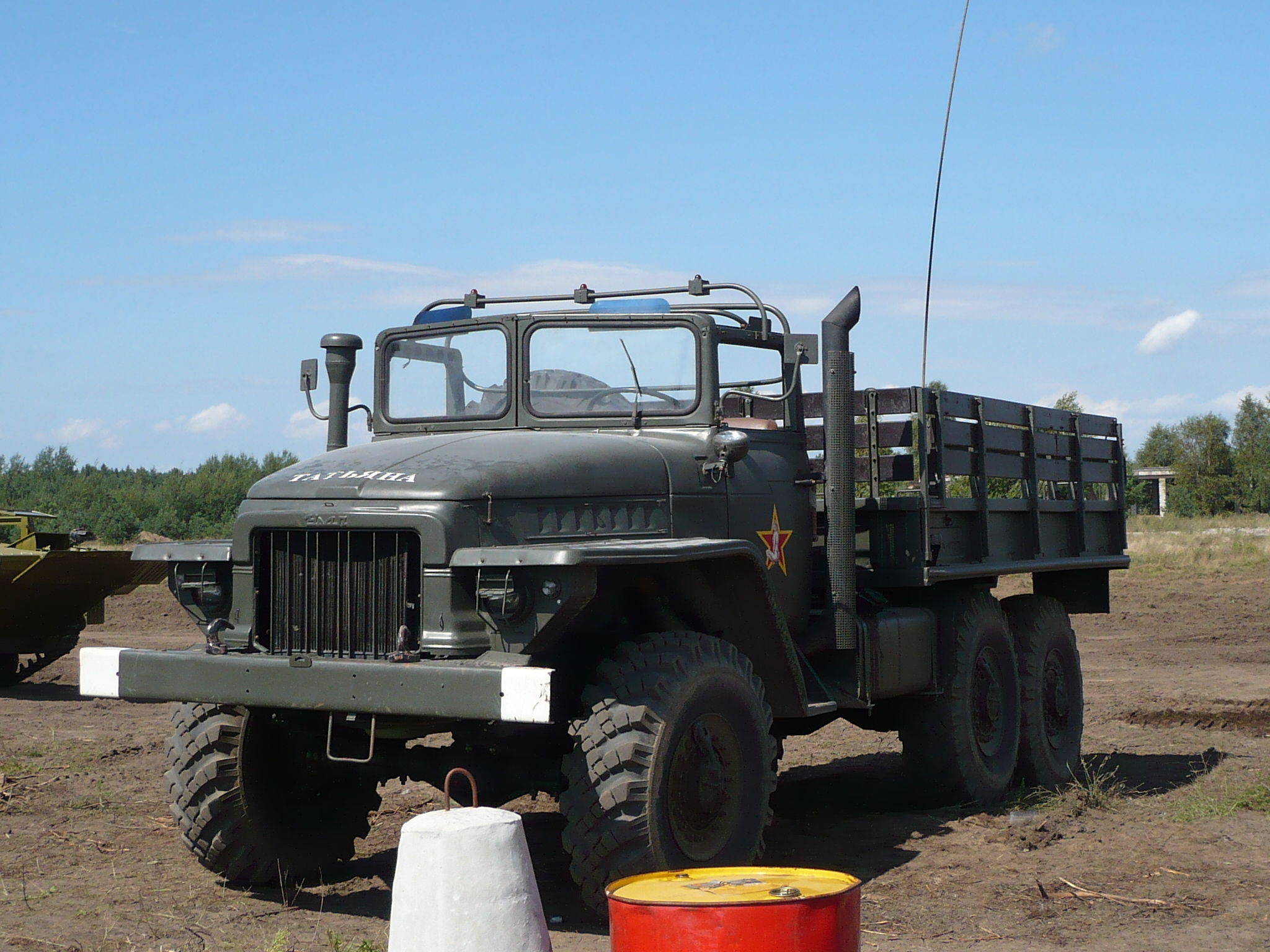
初期型、オープントップキャブのウラル-375
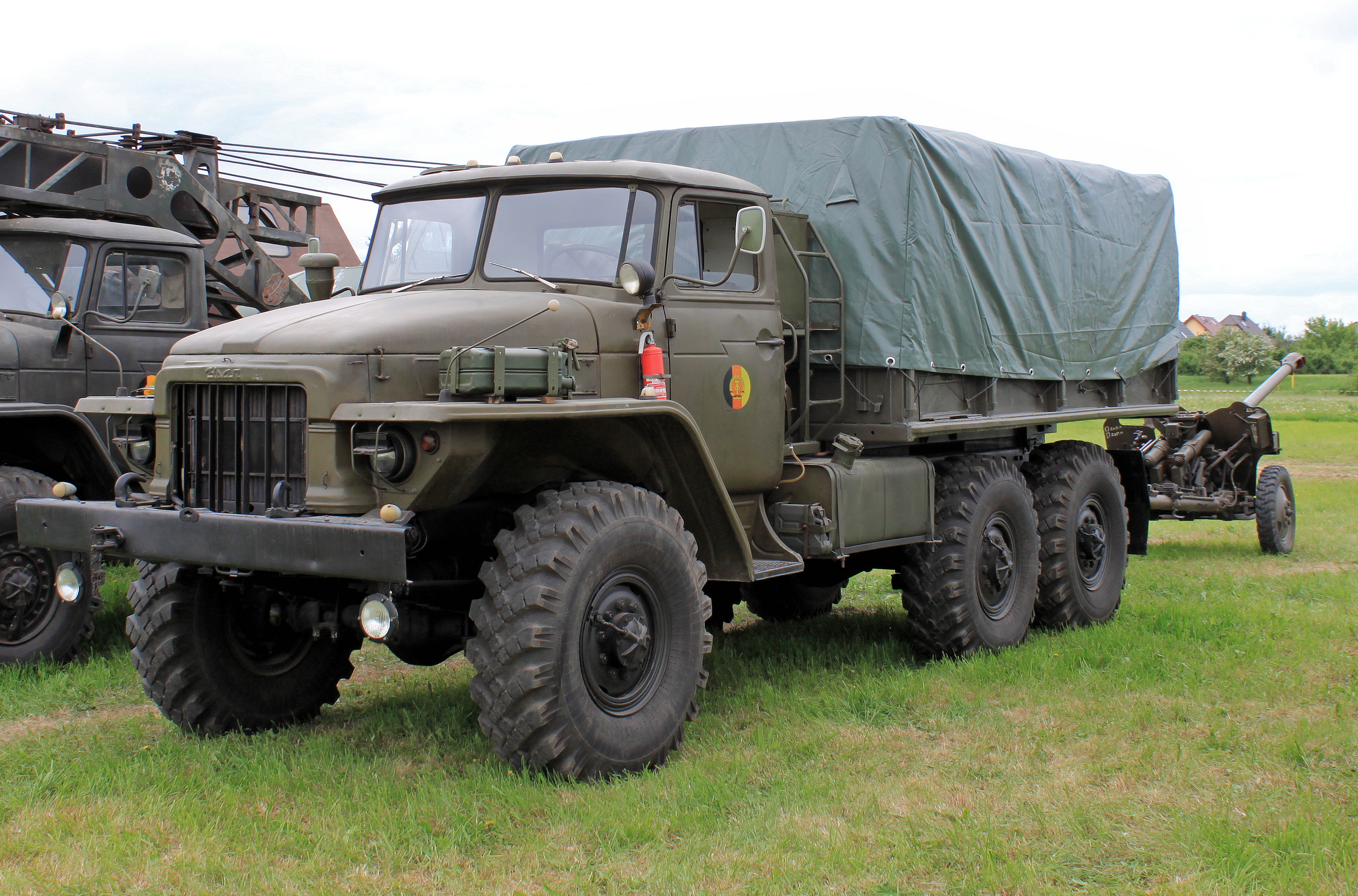
主生産型のウラル-375D
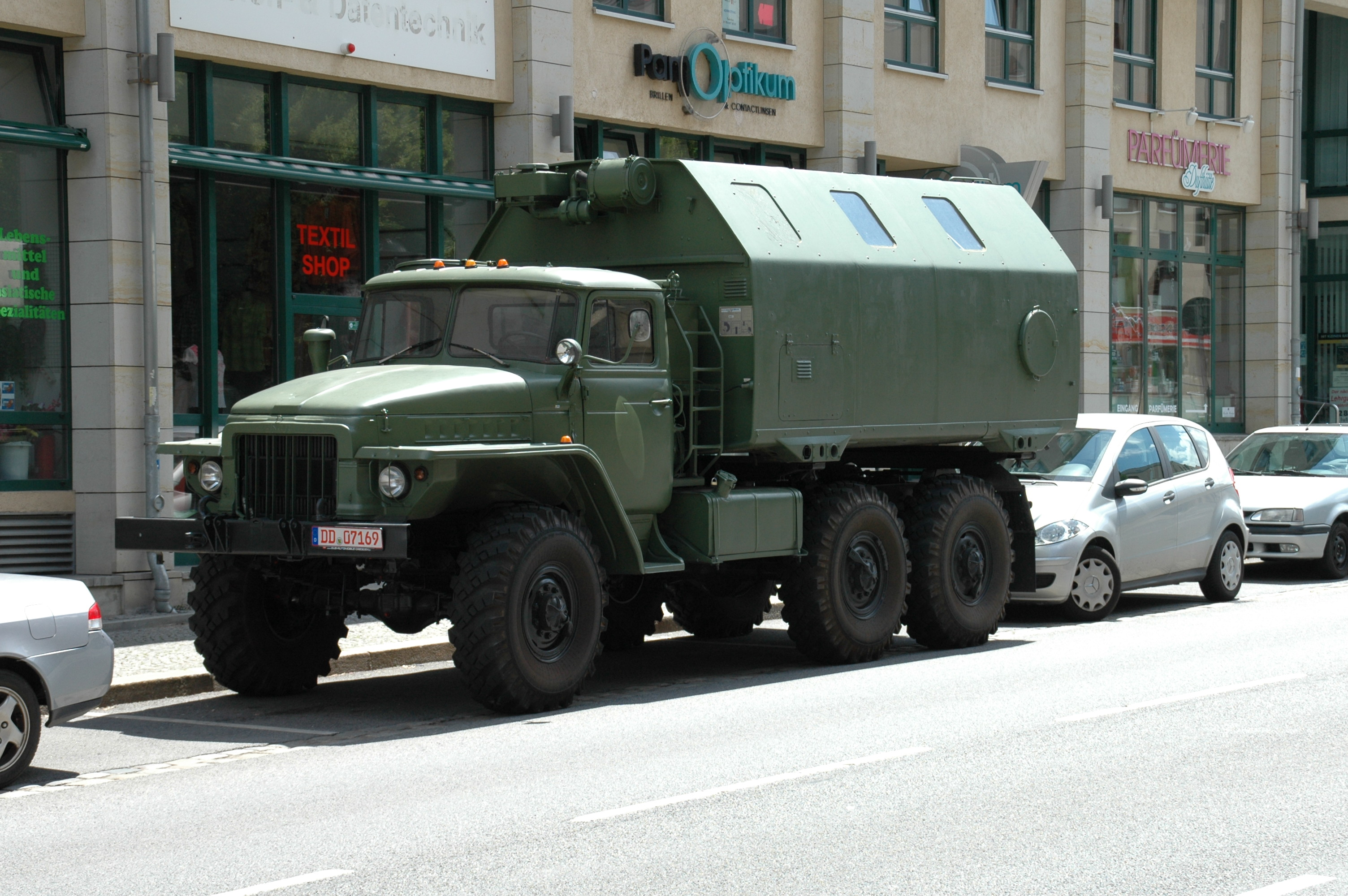
パネルトラック型のウラル-375A
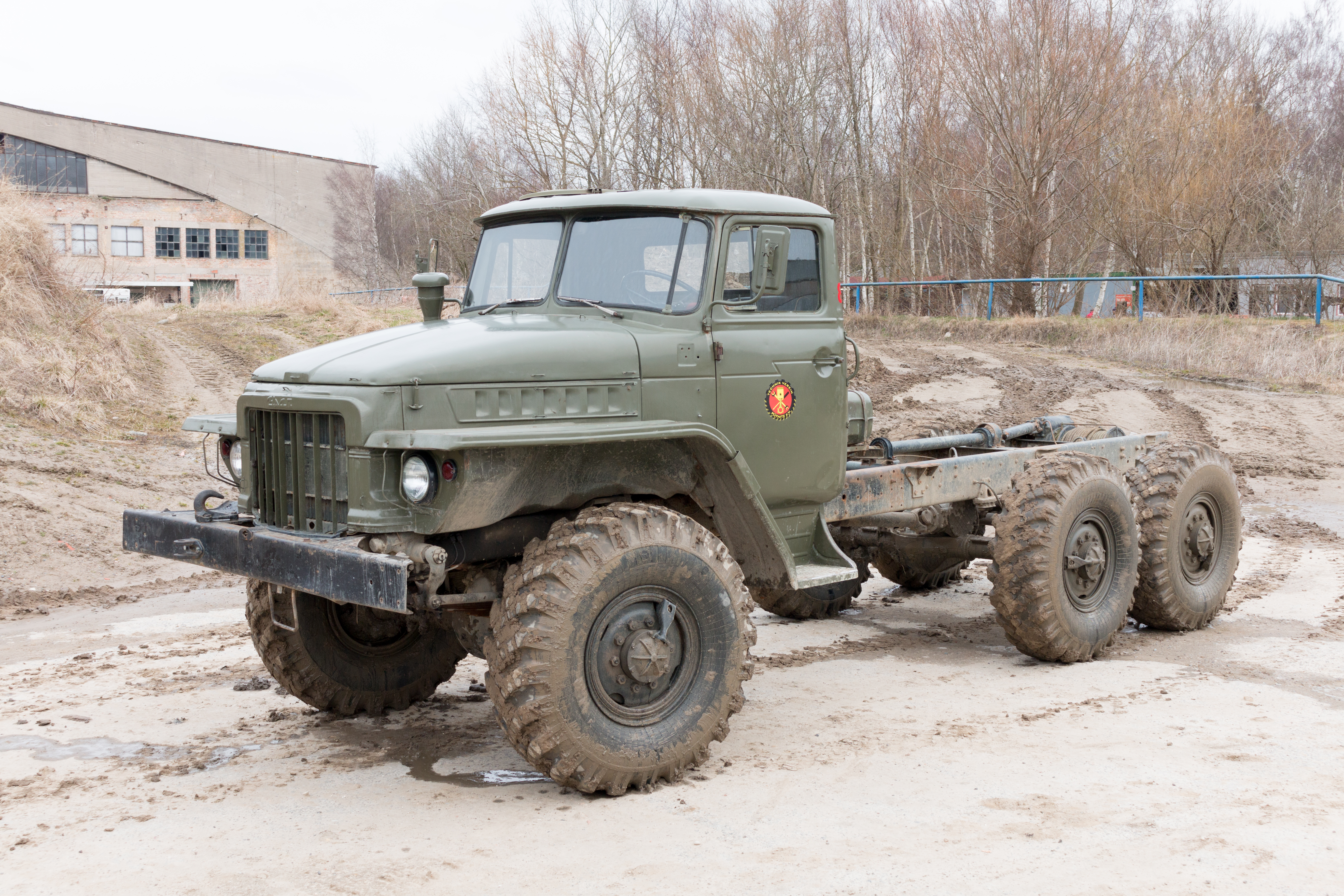
トラクタートラック型のウラル-375S

## 派生型
122mm自走多連装ロケット砲

燃料タンク車
AC-5-375, AC-5.4-375, ACH-5-375など。
給油車
ATMZ-5-375 - ガソリンや航空燃料などの石油を輸送するタンクに、他の車両や航空機に対して給油を行う設備が付随する車両。
航空電源車
飛行場において軍用機のエンジンを始動するための電力を供給するための車両。ウラル-375DベースのAPA-4Gと、それを近代化したバージョンのAPA-4GM（後にAPA-5に改名）が存在する。トーイングトラクターとしての役割も担う。
トラッククレーン
8T-200, 8T-210, 9T-31など。
早期警戒レーダー車
P-18もしくは1RL131 Terekレーダー（NATOコードネーム"Spoon Rest D"）を搭載した車両。
ミサイル運搬/装填車
2K11 クルーグ地対空ミサイルシステム（NATOコードネーム"SA-4 Ganef"）用の予備ミサイル運搬/装填車2T6を指す。
自走榴弾砲
PTH105-VN15 - ベトナム陸軍が運用している車両。南ベトナムから鹵獲したM101 105mm榴弾砲を搭載したもの。

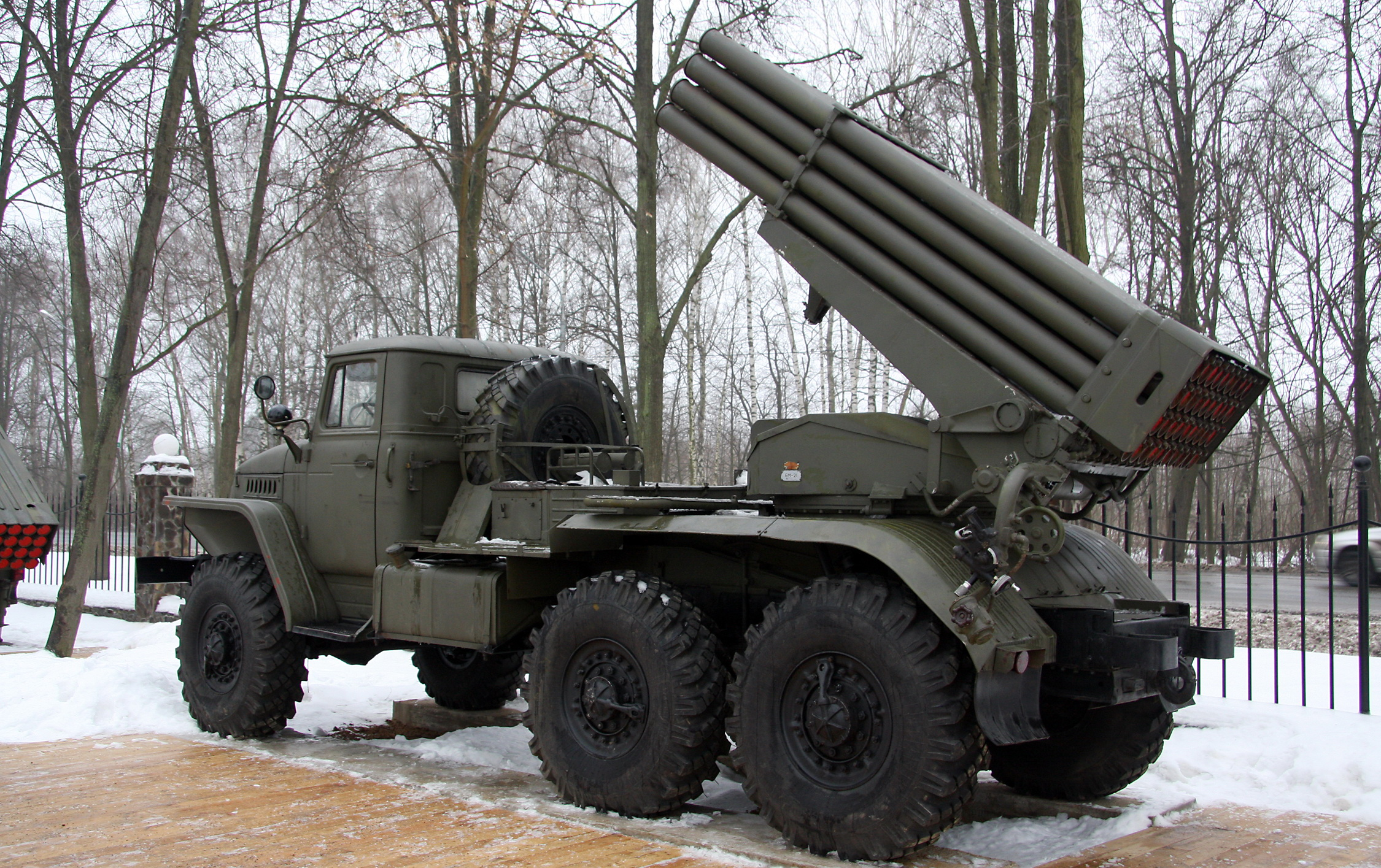
BM-21 グラート多連装ロケット砲搭載型
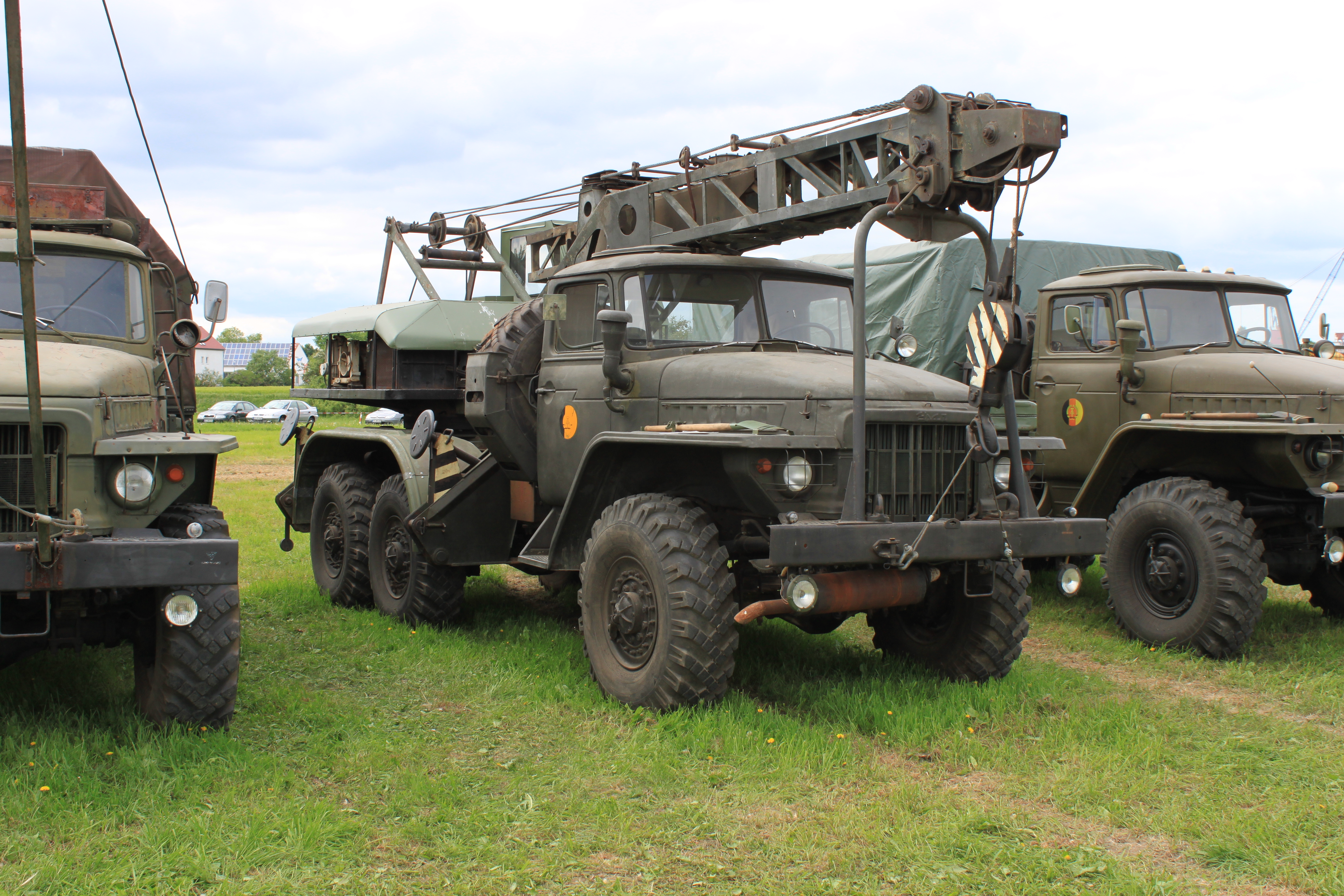
8T-210 クレーン搭載型
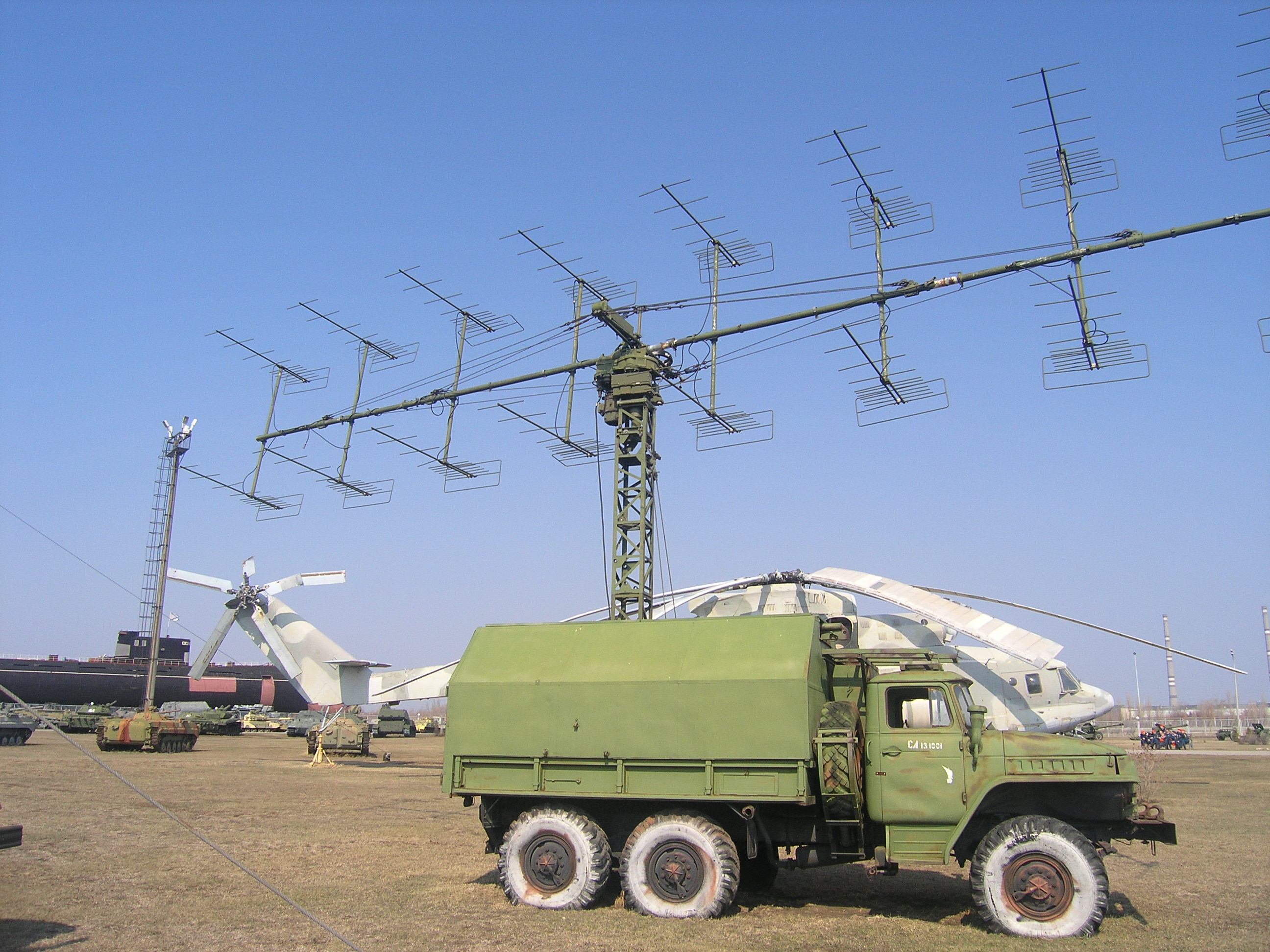
P-18防空レーダー搭載型
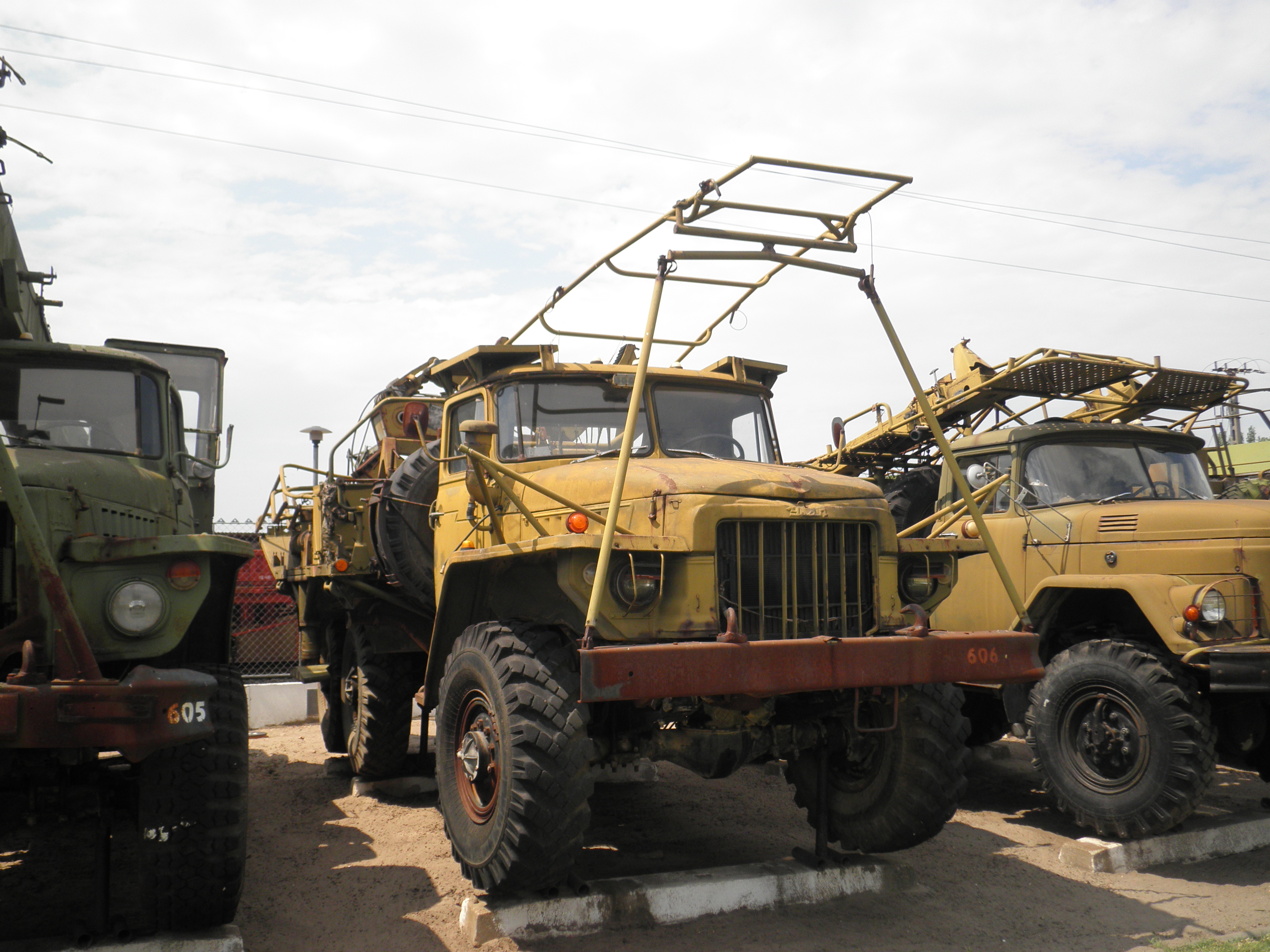
2K11 クルーグ地対空ミサイルの装填車型、2T6

## 主要諸元
- 乗員数：3名
- ペイロード：9,920lb（ウラル-375S：22,050lb）、兵員輸送時は24人
- 総重量：11,020lb（オフロードにおいて）
- loading height：4'7.9"
- サスペンション：6×6輪駆動、リーフスプリング式
- エンジン：180馬力 (130 kW) ZIL-375YA V8水冷ガソリン（キャブレター）
- ギアボックス：5x2段
- 最高速度：76km/h
- ブレーキ：ドラム・油圧（空気圧コントロール有）
- 停止距離：32-36km/h
- Measures：LxWxH=24ft 1inx8'10"x8'9.5", wheel base 13'9.4". Track 6ft 7in
- Maneuverability：turning circle 69'
- 最低地上高：15.7", overcome ford:4ft 11in（1.50m）Curb weight: 18,520 lb (8,400 kg).
- タイヤ：14-20"
- タイヤ空気圧：0.3-2p.s.i（調節可能）
- 燃料タンク：79+16gal. Fuel economy：4.9mpg（at 19-25mph）, 2.94mpg（city cycle）

## 運用国
- ソビエト連邦
- ベトナム

## 登場作品

### 映画
『REDリターンズ』
ロシアの飛行場を警備していたロシア連邦軍の車両として登場。

### ゲーム
『ARMA 2』
ZU-23-2搭載型や、燃料補給仕様など数種類が用意されており、プレイヤーやAIが操作可能。
『Operation Flashpoint: Cold War Crisis』
ソ連軍陣営で使用可能なトラックとして登場する。
『バトルフィールド ベトナム』
ベトコンの輸送車両としてD型が登場する。